# 아마추어 라디오 운영자

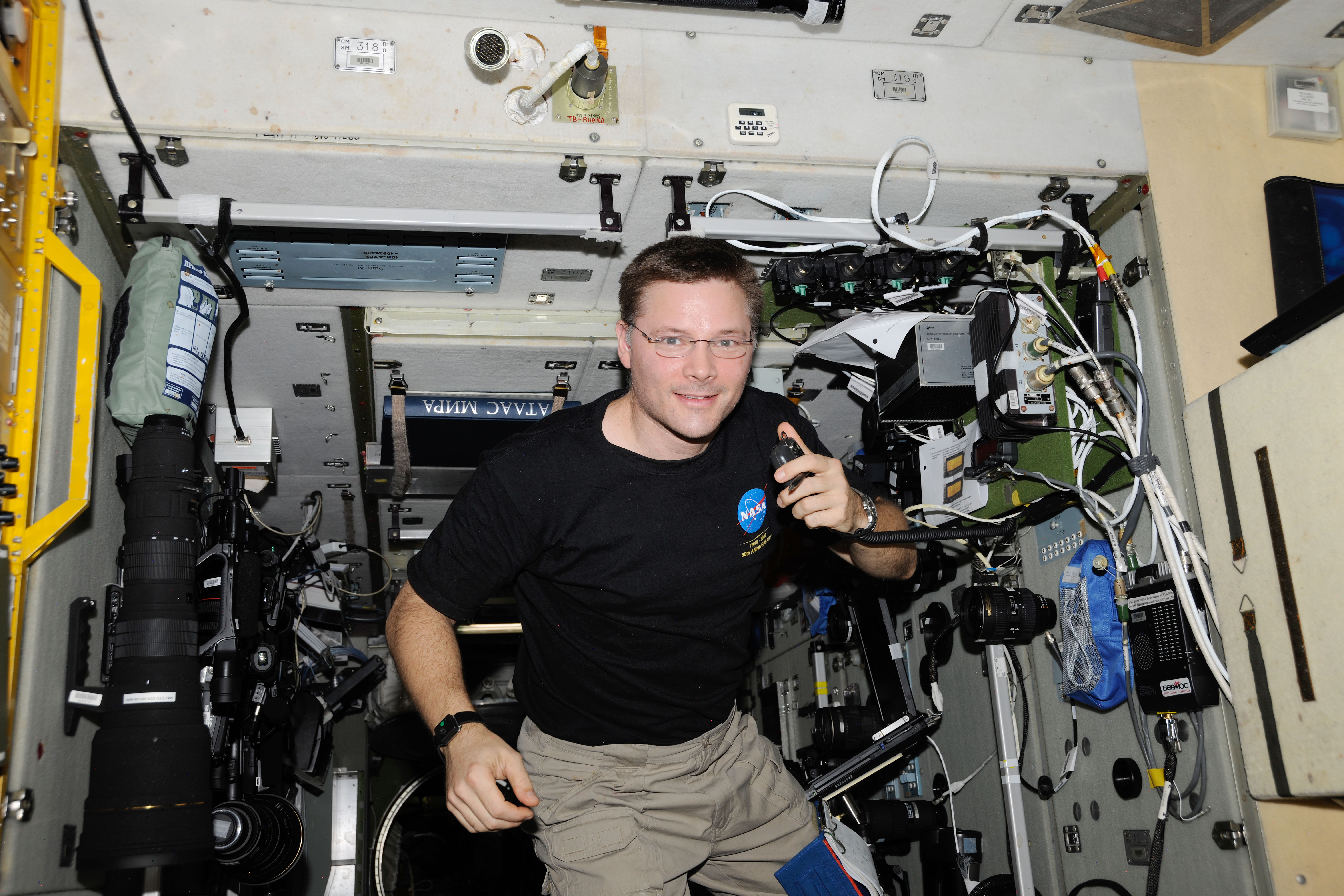
국제우주정거장의 즈베즈다 서비스 모듈에서 NA1SS 아마추어 무선국을 운용하는 미국 항공 우주국 우주비행사이자 익스페디션 24 비행 엔지니어인 더그 윌락 대령 (KF5BOC). 장비는 켄우드 TM-D700E 송수신기이다.

아마추어 라디오 운영자(Amateur radio operator)는 아마추어 무선국의 장비를 사용하여 아마추어 무선 주파수 할당에 따라 무선 주파수에서 다른 아마추어 운영자와 쌍방향 통신에 참여하는 사람을 뜻한다. 아마추어 라디오 운영자는 해당 규정, 전자공학, 라디오 이론, 무선 운용에 대한 시험을 통과한 후 정부 규제 기관으로부터 아마추어 무선 허가증을 받는다. 면허의 구성 요소로서 아마추어 라디오 운영자는 통신 중 자신을 식별하는 데 사용하는 호출부호를 할당받는다. 현재 전 세계적으로 약 3백만 명의 아마추어 라디오 운영자가 활동하고 있다.
아마추어 라디오 운영자는 라디오 아마추어 또는 햄이라고도 알려져 있다. 아마추어 라디오 운영자의 별명인 "햄"이라는 용어는 상업 및 전문 라디오 커뮤니티 운영자들의 경멸적인 사용(예: "햄 배우")에서 유래했으며, 유선 전보 시대까지 거슬러 올라간다. 이 단어는 나중에 아마추어 라디오 운영자에 의해 채택되었다.

## 인구통계학
| 국가              | 아마추어 라디오 운영자 수 | 인구 비율 (%) | 보고 연도 | 출처          |
| ----------------- | ------------------------- | ------------- | --------- | ------------- |
| 미국              | 748,519                   | 0.223         | 2024      | [ 4 ]         |
| 일본              | 381,899                   | 0.304         | 2021      | [ 5 ]         |
| 태국              | 101,763                   | 0.147         | 2018      | [ 6 ]         |
| 중국              | 240,000                   | 0.017         | 2024      | [ 7 ]         |
| 독일              | 63,070                    | 0.073         | 2019      | [ 8 ]         |
| 캐나다            | 70,198                    | 0.187         | 2018      | [ 9 ]         |
| 스페인            | 58,700                    | 0.127         | 1999      | [ 6 ]         |
| 영국              | 75,660                    | 0.114         | 2018      | [ 10 ]        |
| 대한민국          | 42,632                    | 0.082         | 2012      | [ 11 ]        |
| 러시아            | 38,000                    | 0.026         | 1993      | [ 6 ]         |
| 브라질            | 32,053                    | 0.016         | 1997      | [ 6 ]         |
| 튀르키예          | 32,000                    | 0.037         | 2023      | [ 12 ]        |
| 이탈리아          | 30,000                    | 0.049         | 1993      | [ 6 ]         |
| 인도네시아        | 27,815                    | 0.011         | 1997      | [ 6 ]         |
| 프랑스            | 13,500                    | 0.019         | 2022      | [ 13 ]        |
| 우크라이나        | 17,265                    | 0.037         | 2000      | [ 6 ]         |
| 아르헨티나        | 16,889                    | 0.042         | 1999      | [ 6 ]         |
| 폴란드            | 15,805                    | 0.041         | 2024      | [ 14 ]        |
| 오스트레일리아    | 15,448                    | 0.060         | 2023      | [ 15 ]        |
| 인도              | 15,679                    | 0.001         | 2000      | [ 6 ]         |
| 스웨덴            | 12,790                    | 0.113         | 2023      | [ 16 ]        |
| 네덜란드          | 12,582                    | 0.07          | 2018      | [ 17 ]        |
| 말레이시아        | 11,273                    | 0.03          | 2023      | [ 6 ]         |
| 덴마크            | 9,079                     | 0.152         | 2022      | [ 18 ]        |
| 슬로베니아        | 6,500                     | 0.317         | 2000      | [ 6 ]         |
| 오스트리아        | 6,930                     | 0.077         | 2022      | [ 19 ]        |
| 뉴질랜드          | 6,000                     | 0.12          | 1994      | [ 6 ]         |
| 남아프리카 공화국 | 6,000                     | 0.012         | 1994      | [ 6 ]         |
| 노르웨이          | 6,818                     | 0.125         | 2022      | [ 20 ]        |
| 체코              | 5,332                     | 0.05          | 2023      | [ 21 ]        |
| 포르투갈          | 5,116                     | 0.051         | 2023      |               |
| 핀란드            | 5,000                     | 0.090         | 2016      | [ 22 ]        |
| 세르비아          | 3,962                     | 0.056         | 2020      | [ 23 ]        |
| 루마니아          | 3,527                     | 0.018         | 2017      | [ 24 ]        |
| 헝가리            | 3,234                     | 0.033         | 2023      | [ 25 ]        |
| 아일랜드          | 1,945                     | 0.039         | 2020      | [ 26 ] [ 27 ] |
| 슬로바키아        | 1,745                     | 0.032         | 2023      | [ 28 ]        |
| 에스토니아        | 700                       | 0.052         | 2020      |               |

몇몇 정부만이 전체 면허 소지자 수를 기록하는 것 외에 아마추어 라디오 운영자 인구에 대한 상세한 인구 통계 정보를 가지고 있다. 전 세계 아마추어 라디오 운영자의 대다수는 미국, 일본, 그리고 동아시아, 북아메리카, 유럽 국가에 거주한다. 인구 비율 상위 5개 국가는 슬로베니아, 일본, 미국, 캐나다, 덴마크이다. 현재 예멘과 조선민주주의인민공화국 정부만이 시민이 아마추어 라디오 운영자가 되는 것을 금지하고 있다. 하지만 공식적으로 금지되지는 않았지만 에리트레아에서는 면허를 취득하는 것이 사실상 불가능하며, 이 때문에 에리트레아에는 면허를 소지한 운영자가 없다. 또한 투르크메니스탄과 미얀마에도 운영자가 거의 없다. 그 외 관료적 절차나 수수료 때문에 대부분의 시민이 면허를 취득하기 어려운 국가도 있다. 대부분의 국가는 외국인이 아마추어 라디오 면허를 취득하는 것을 허용하지만, 여러 국가에서 면허를 소지한 아마추어 라디오 운영자는 매우 적다.

### 성별
대다수 국가에서 아마추어 라디오 운영자 인구는 주로 남성이다. 중화인민공화국에서는 아마추어 라디오 운영자의 12%가 여성이며, 미국에서는 약 15%의 아마추어 라디오 운영자가 여성이다. Young Ladies Radio League는 여성 아마추어 라디오 운영자의 국제 단체이다.
남자 아마추어 라디오 운영자는 나이에 상관없이 "노인"(old man)을 뜻하는 모스 부호 전보에서 사용되는 약어인 OM으로 지칭될 수 있다. 미혼 여성 아마추어 라디오 운영자는 나이에 상관없이 "젊은 여성"(young lady)을 뜻하는 약어에서 유래한 YL로 지칭될 수 있다. 기혼 여성 면허 소지자는 때때로 XYL로 지칭된다. "XYL"이라는 용어는 또한 면허 소지자 아내 자신에게 면허가 있는지 여부와 관계없이 면허 소지자 아내를 의미하기도 한다.

### 연령
대부분의 국가는 아마추어 무선 면허를 취득하고 아마추어 무선 운영자가 되기 위한 최소 연령 요건을 두지 않는다. 많은 국가에서 아마추어 무선 운영자 수는 매년 증가하지만, 아마추어 무선 운영자의 평균 연령은 상대적으로 높다. 일부 국가에서는 평균 연령이 68세이다.
불리한 연령 분포는 마찰로 인해 대부분의 산업화된 국가에서 아마추어 운영자 수가 서서히 감소하게 만들었지만, 연간 면허 수수료를 부과하지 않는 국가에서는 그 효과가 즉시 눈에 띄지 않는다. 가장 신뢰할 수 있는 독일 통계에 따르면 현재 순 감소율은 연간 1~1.5% 정도이다. 대부분의 유럽 국가에서 대부분의 아마추어 무선 운영자의 평균 연령은 70세에 가까워지고 있다.
일부 국립 라디오 협회는 고령화되는 햄 인구에 대응하여 미국아마추어무선연맹의 아마추어 무선 교육 및 기술 프로그램과 같이 젊은이들의 아마추어 무선 참여를 장려하는 프로그램을 개발했다. World Wide Young Contesters 조직은 특히 유럽 젊은이들의 경쟁적인 라디오 콘테스트 참여를 장려한다. 아마추어 무선 커뮤니티와 스카우트 운동 사이에는 젊은이들에게 라디오 기술을 소개하기 위한 강한 연관성이 존재한다. 세계 스카우트 연맹의 연례 주파수 상의 잼버리는 스카우트 활동 중 가장 큰 행사로, 매년 10월에 50만 명의 스카우트와 가이드가 아마추어 무선을 사용하여 서로 대화한다.

### 미국의 주별 아마추어 무선 운영자 수
| 주 | 총계   | %     | 순위 | 클럽 |
| -- | ------ | ----- | ---- | ---- |
| AA | 4      | 0.00  | 59   | 0    |
| AE | 157    | 0.02  | 56   | 0    |
| AK | 3847   | 0.46  | 45   | 80   |
| AL | 13228  | 1.59  | 22   | 244  |
| AP | 144    | 0.02  | 57   | 1    |
| AR | 8914   | 1.07  | 31   | 129  |
| AS | 25     | 0.00  | 58   | 3    |
| AZ | 22166  | 2.78  | 12   | 249  |
| CA | 115787 | 13.93 | 1    | 1528 |
| CO | 20369  | 2.45  | 16   | 222  |
| CT | 8178   | 0.98  | 32   | 188  |
| DC | 587    | 0.07  | 52   | 54   |
| DE | 1930   | 0.23  | 50   | 38   |
| FL | 46856  | 5.64  | 3    | 610  |
| GA | 20650  | 2.48  | 14   | 390  |
| GU | 334    | 0.04  | 54   | 13   |
| HI | 4386   | 0.53  | 43   | 117  |
| IA | 6993   | 0.84  | 35   | 119  |
| ID | 10404  | 1.25  | 28   | 85   |
| IL | 21467  | 2.58  | 13   | 367  |
| IN | 16798  | 2.02  | 18   | 303  |
| KS | 7953   | 0.96  | 33   | 143  |
| KY | 10376  | 1.25  | 29   | 147  |
| LA | 6823   | 0.82  | 37   | 166  |
| MA | 14641  | 1.76  | 21   | 272  |
| MD | 12139  | 1.46  | 25   | 184  |
| ME | 4980   | 0.60  | 41   | 81   |
| MI | 22834  | 2.75  | 9    | 375  |
| MN | 12520  | 1.51  | 23   | 185  |
| MO | 16699  | 2.01  | 19   | 262  |
| MP | 353    | 0.04  | 53   | 18   |
| MS | 5849   | 0.70  | 39   | 131  |
| MT | 4450   | 0.54  | 42   | 63   |
| NC | 23549  | 2.83  | 8    | 337  |
| ND | 1729   | 0.21  | 51   | 53   |
| NE | 4083   | 0.49  | 44   | 81   |
| NH | 6035   | 0.73  | 38   | 112  |
| NJ | 14834  | 1.78  | 20   | 295  |
| NM | 7237   | 0.87  | 34   | 131  |
| NV | 8918   | 1.07  | 30   | 112  |
| NY | 29588  | 3.56  | 6    | 531  |
| OH | 30148  | 3.63  | 5    | 511  |
| OK | 10701  | 1.29  | 27   | 152  |
| OR | 22242  | 2.68  | 10   | 354  |
| PA | 26132  | 3.14  | 7    | 437  |
| PR | 5117   | 0.62  | 40   | 108  |
| RI | 2143   | 0.26  | 48   | 71   |
| SC | 10844  | 1.30  | 26   | 147  |
| SD | 2122   | 0.26  | 49   | 33   |
| TN | 20416  | 2.46  | 15   | 261  |
| TX | 58415  | 7.03  | 2    | 737  |
| UT | 19513  | 2.35  | 17   | 116  |
| VA | 22217  | 2.67  | 11   | 298  |
| VI | 298    | 0.04  | 55   | 27   |
| VT | 2307   | 0.28  | 46   | 59   |
| WA | 37494  | 4.51  | 4    | 515  |
| WI | 12178  | 1.47  | 24   | 215  |
| WV | 6854   | 0.82  | 36   | 78   |
| WY | 2281   | 0.27  | 47   | 37   |

참고:

AA..미국 아메리카 군

AE..미국 아프리카/캐나다/유럽/중동 군

AP..미국 태평양 군

AS..아메리칸 사모아

GU..괌

MP..마리아나 제도

PR..푸에르토리코

VI..미국령 버진 아일랜드

### 캐나다의 주별 아마추어 무선 운영자 수
| 주 | 총계  | 순위 |
| -- | ----- | ---- |
| AB | 7700  | 4    |
| NL | 1473  | 10   |
| ON | 23270 | 1    |
| YT | 214   | 12   |
| BC | 18827 | 3    |
| NS | 2647  | 5    |
| PE | 311   | 11   |
| ZZ | 1774  | 7    |
| MB | 2161  | 6    |
| NT | 95    | 13   |
| QC | 19039 | 2    |
| NB | 1688  | 8    |
| NU | 28    | 14   |
| SK | 1624  | 9    |

참고:

ZZ..캐나다 외부의 캐나다 아마추어 무선 운영자

## 사일런트 키
사람을 지칭할 때, 사일런트 키(Silent Key) 및 그 약어 SK는 사망한 아마추어 라디오 운영자를 의미하는 완곡어이다. 절차 신호 "SK" (또는 "VA")는 역사적으로 모스 부호에서 운용을 종료하기 전에 방송국에서 보내는 마지막 신호로 사용되었다. 보통 송신기를 끄기 직전에 사용되었다. 이것이 다른 운영자들이 받은 마지막 신호였기 때문에, 이 코드는 통신에서 전신을 사용했는지 여부와 관계없이 사망한 모든 아마추어 라디오 운영자를 지칭하는 데 채택되었다.

## 갤러리

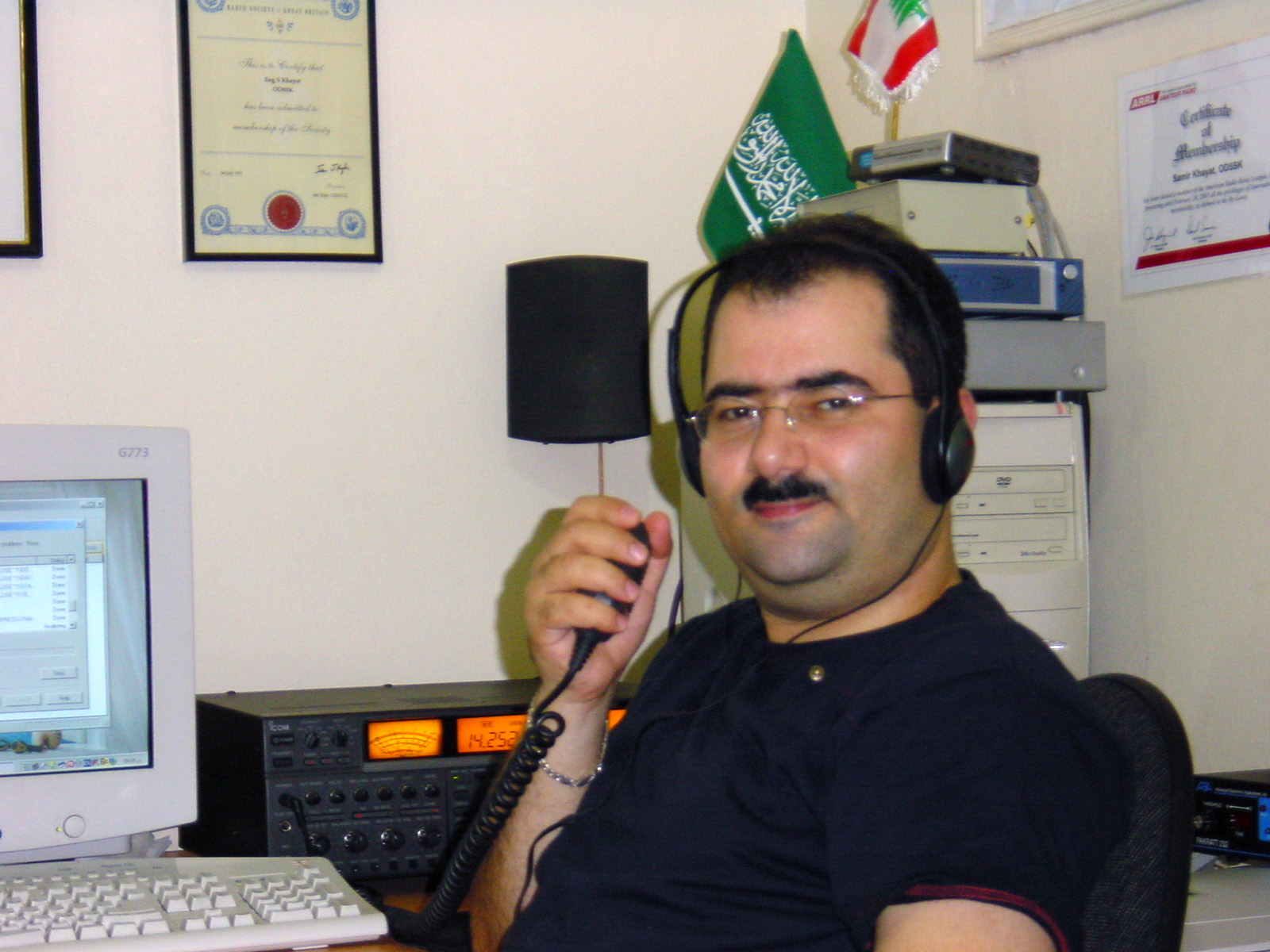
HF를 운용하는 운영자
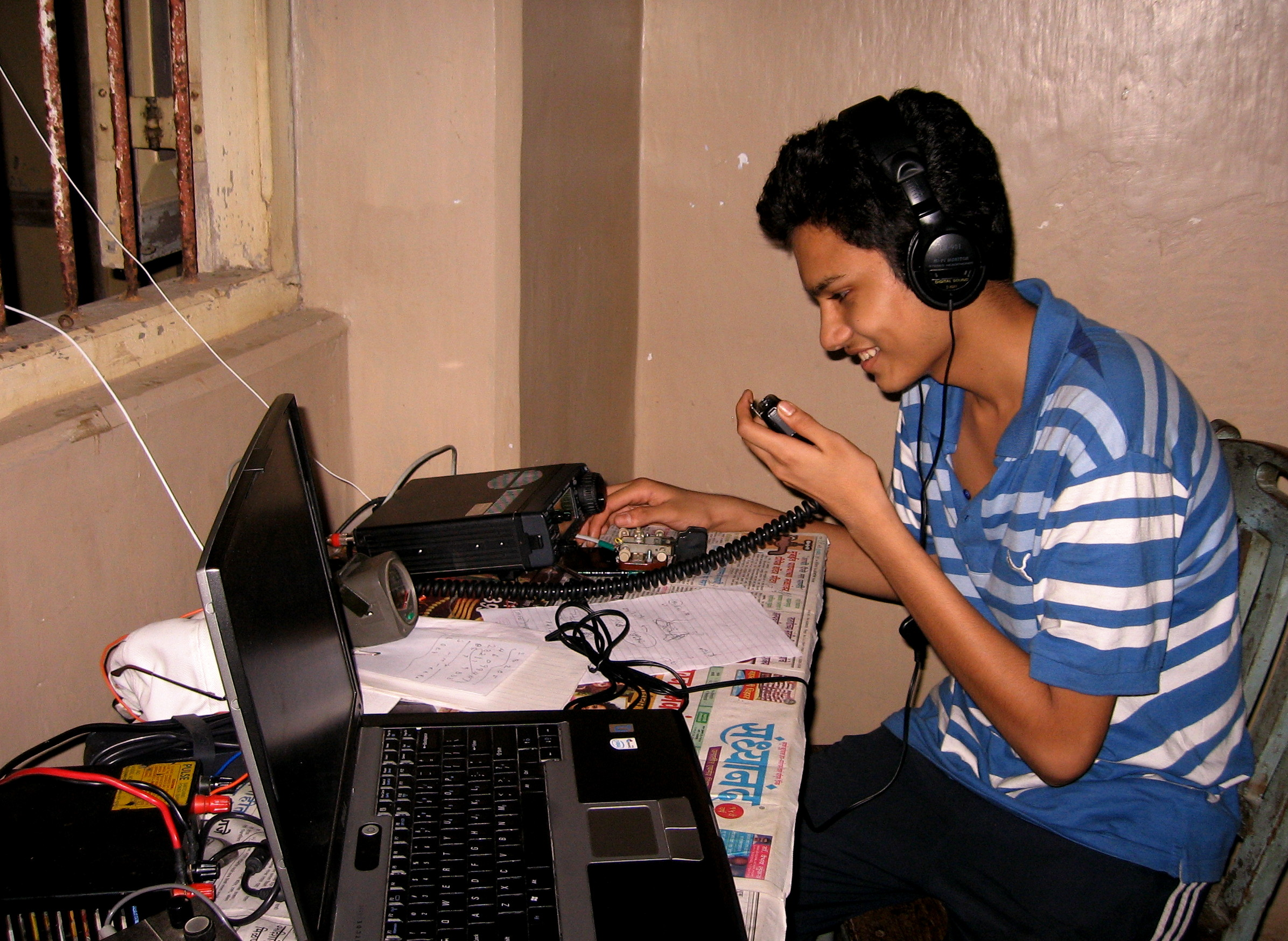
HF를 운용하는 운영자
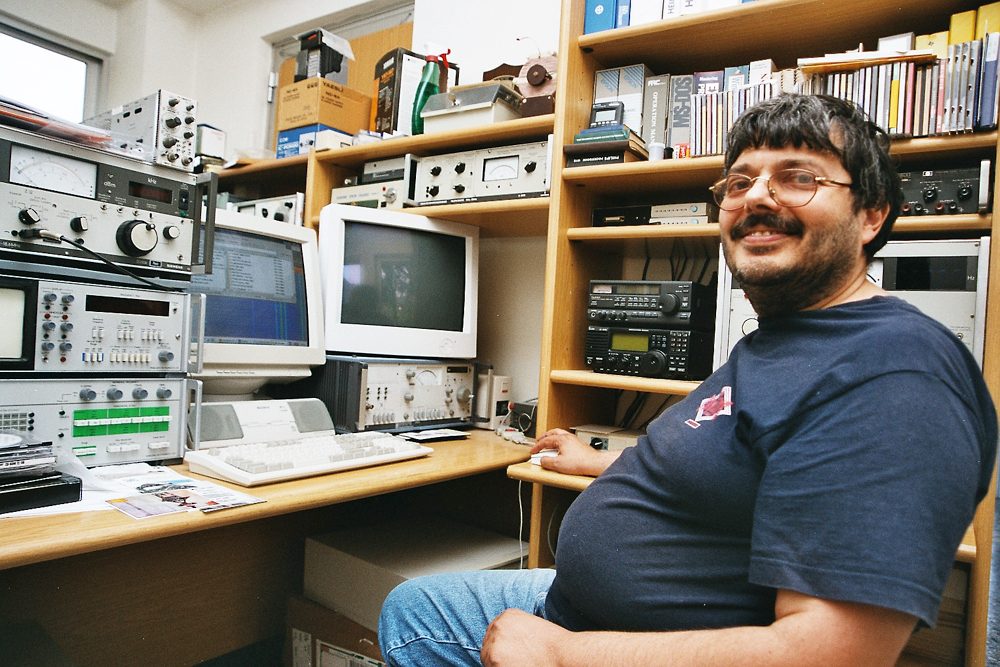
VLF 신호 수신 장비를 갖춘 아마추어 무선국
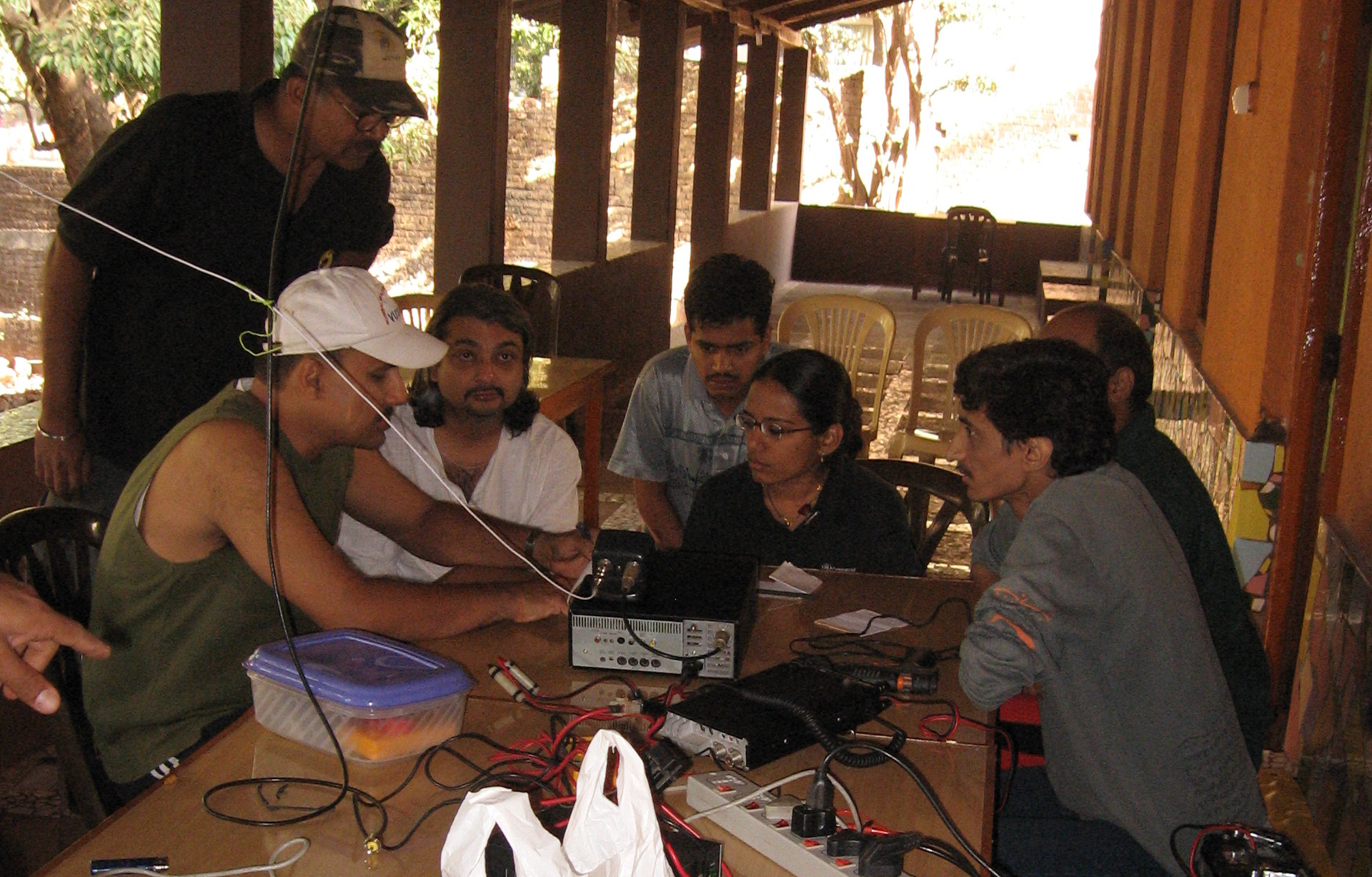
아마추어 무선 학생들